# António Ginestal Machado
António Ginestal Machado (ɐtɔniu ʒinɨʃtaɫ mɐʃadu), né le 3 mai 1873 à Almeida et décédé le 28 juin 1940 à Santarém, est un homme d'État portugais.

## Biographie
Il est diplômé en droit de l'université de Coimbra et professeur de lycée. Membre de l'Union républicaine, il est l'un des promoteurs de sa fusion avec le Parti républicain évolutionniste, qui crée le Parti républicain libéral. Il est Président du ministère (Premier ministre), du 15 novembre au 18 décembre 1923, dans un gouvernement minoritaire. Il démissionne en raison de l'opposition du président Manuel Teixeira Gomes de dissoudre le Parlement, après une tentative d'insurrection.